# Republic Plaza

Republic Plaza é um dos arranha-céus mais altos do mundo, com 280 metros (919 ft). Edificado na cidade de Singapura, Singapura, foi concluído em 1995 com 66 andares.